# Millie Gibson
Amelia Eve Gibson, coneguda com Millie Gibson   (Tameside, 19 de juny de 2004) és una actriu anglesa coneguda per interpretar a Indira a la sèrie de CBBC Jamie Johnson (2017-2018) i a Kelly Neelan a la telenovel·la del canal ITV Coronation Street (2019-2022). Per la seva interpretació de Kelly, Gibson va guanyar el Premi British Soap al Millor Actor Jove el 2022. El 2023 es va incorporar al repartiment de Doctor Who com a nova company en el paper de Ruby Sunday.

## Biografia
Gibson va néixer el 19 de juny de 2004 a Gran Manchester. Degut a una caiguda per les escales quan era una bebè, té una cicatriu a la cella esquerra. Mentre vivia a Broadbottom, al municipi metropolità de Tameside, va estudiar a l'Escola Blue Coat del poble veí d'Oldham. Assistia a classes de teatre a l'Oldham Theatre Workshop, on la va descobrir Scream Management, l'agència de talent de Manchester Media Talent, els quals van decidir representar-la.

## Carrera
Millie Gibon va fer el seu debut com a actriu interpretant a Indira Cave a la sèrie de televisió de la CBCC Jamie Johnson, de la qual va protagonitzar també la segona i tercera temporada, apareixent en un total de disset episodis. El novembre de 2017 va aparèixer al tercer episodi de la sèrie de la BBC One Love, Lies and Records com a Mia. L'octubre de 2018 va obtenir el paper de Lily Duffy en la sèrie d'ITV Butterfly, on feia de germana gran de Maxine, que descobreix que és una noia transgènere.
El juny de 2019, Gibson es va unir al repartiment de la telenovel·la d'ITV Coronation Street com Kelly Neelan. El seu personatge era la filla del personatge ja establert Rick Neelan (Greg Wood) i va aparèixer originalment en cinc episodis abans de tornar com un personatge habitual l'abril de 2020. Durant el seu temps al programa, el personatge que interpreta Gibson s'ha vist involucrada en un una trama de crims d'odi d'alt nivell, l'han declarat culpable d'assassinat, ha hagut de patir la mort de la seva mare per càncer i ha estat raptada. Per la seva interpretació de la Kelly va guanyar el premi a Millor Actor Jove als British Soap Awards 2022. També va ser nominada com a millor actriu als Premis Inside Soap d'aquell mateix any. L'agost de 2022 es va anunciar que Millie Gibson havia decidit marxar de la telenovel·la i que la seva última aparició seria uns mesos més tard.
El novembre de 2022, durant la marató televisiva anual Children in Need de la BBC, es va anunciar que Gibson s'uniria al repartiment de Doctor Who el 2023 com a Ruby Sunday, la company del Quinzè Doctor, interpretat per Ncuti Gatwa.

## Filmografia
| Any              | Títol                  | Paper        | Notes           | Ref(s) |
| ---------------- | ---------------------- | ------------ | --------------- | ------ |
| 2017–2018        | Jamie Johnson          | Indira Cave  | Paper principal | [ 8 ]  |
| 2017             | Love, Lies and Records | Mia          | 1 episodi       | [ 10 ] |
| 2018             | Butterfly              | Lily Duffy   | Paper principal | [ 13 ] |
| 2019-2022        | Coronation Street      | Kelly Neelan | Rol habitual    | [ 14 ] |
| 2023-en endavant | Doctor Who             | Ruby Sunday  | Paper principal | [ 2 ]  |

## Premis i nominacions
| Curs | Premi                             | Categoria                       | Resultat   | Ref(s) |
| ---- | --------------------------------- | ------------------------------- | ---------- | ------ |
| 2022 | Premis British Soap               | Millor actor jove               | Guanyadora | [ 25 ] |
| 2022 | 27è Premis Nacionals de Televisió | Actuació en una sèria dramàtica | Nominada   | [ 26 ] |
| 2022 | Premis Inside Soap                | Millor actriu                   | Nominada   | [ 22 ] |